# Glansfiskartade fiskar
Glansfiskartade fiskar (Lampriformes) är en ordning av fiskar som ingår i klassen strålfeniga fiskar (Actinopterygii). Enligt Catalogue of Life omfattar ordningen Lampriformes 24 arter. 
Kroppsformen är variabel med arter som liknar en stor skiva och arter som påminner om ormar. De flesta arter saknar fjäll och många har en ryggfena som sträcker sig över stora delar av ryggen. Ibland är bukfenan riktad framåt. Fenorna är ofta rödaktiga. Fossil som tillskrivs ordningen är upp till 65 miljoner år gamla.
Familjer enligt Catalogue of Life och Dyntaxa:
- Glansfiskar (Lampridae)
- Lophotidae
- Radiicephalidae
- Sillkungfiskar (Regalecidae)
- Stylephoridae
- Vågmärfiskar (Trachipteridae)
- Veliferidae